# Orthe (Thessalie)
Orthe, en grec ancien : Ὄρθη, est une cité de la Perrhébie, en Thessalie antique. Elle est mentionnée par Homère, dans le Catalogue des vaisseaux de l'Iliade, comme étant gouvernée par Polypoetes (en). Strabon dit qu'elle est devenue l'acropole de Phalanna.
Elle apparaît cependant dans l'Histoire naturelle de Pline l'Ancien comme une ville distincte de Phalanna.
Certains spécialistes modernes acceptent l'équivalence tandis que d'autres ne le font que provisoirement.